# Julia Taubitz
Julia Taubitz (Annaberg-Buchholz, 1º marzo 1996) è una slittinista tedesca, vincitrice di otto titoli mondiali -due nel singolo, due nel singolo sprint, uno nella staffetta mista singolo e tre nelle gare a squadre- e di cinque trofei di Coppa del Mondo.

## Biografia
Fece la sua prima esperienza su una slitta all'età di sette anni, seguendo le orme di suo fratello maggiore Tony.

### Carriera sportiva

#### Stagioni 2013-2015
Iniziò a gareggiare per la nazionale tedesca nella categoria giovani nel 2013, prendendo parte alla Coppa del Mondo di categoria nel singolo e concludendo la graduatoria finale in terza posizione disputando quattro delle sei prove in programma; l'anno successivo, pur essendo nei limiti previsti per poter gareggiare in quella stessa classe di età, partecipò a quella junior terminando al quarto posto della classifica, giunse sesta agli europei juniores di Sigulda 2014 e conquistò la medaglia di bronzo ai mondiali di categoria di Innsbruck 2014. La stagione seguente ottenne la seconda piazza in Coppa del Mondo juniores con due vittorie di tappa, fu quarta nella rassegna continentale di Oberhof 2015 e settima in quella iridata di Lillehammer 2015.

#### Stagioni 2016-2018

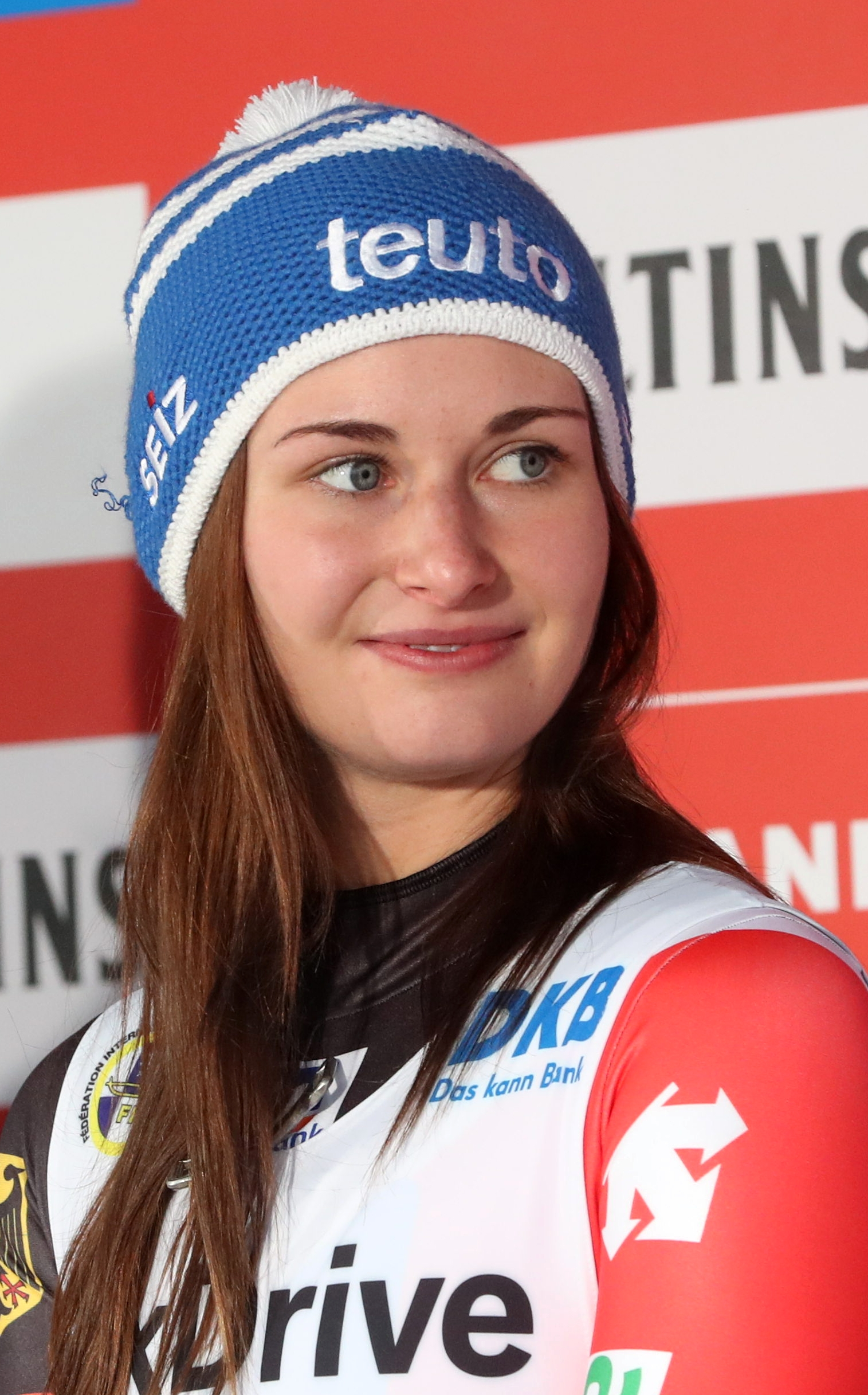
Taubitz durante la gara sprint a Winterberg nel 2017.

Nel 2015/16 fu inserita nella squadra nazionale maggiore, fece quindi il suo esordio a livello assoluto il 25 novembre 2015 ad Innsbruck, nella tappa inaugurale della Coppa del Mondo, concludendo la gara del singolo al diciottesimo posto e terminando la stagione in quindicesima posizione nella classifica generale; ai campionati europei di Altenberg 2016 raggiunse la sesta piazza, ai mondiali di Schönau am Königssee 2016 fu sesta sia nella gara sprint sia in quella classica, posizione che le valse la vittoria nella speciale classifica riservata alle atlete under 23. Essendo ancora junior prese inoltre parte alla rassegna iridata di categoria di Winterberg 2016 in cui conquistò la medaglia d'oro nel singolo e nella gara a squadre.
La stagione successiva ottenne il suo primo podio in Coppa il 18 febbraio 2017 nella tappa di Pyeongchang, giungendo terza nella prova individuale, mentre nella graduatoria finale si piazzò al dodicesimo posto; nella rassegna continentale di Schönau am Königssee 2017 concluse in ottava posizione, mentre in quella mondiale di Innsbruck 2017 fu dodicesima nella sprint ed ottava nella prova del singolo, ma seconda tra le under 23. L'annata seguente ottenne nuovamente un podio nella tappa di Lillehammer, in classifica di Coppa del Mondo giunse in ottava posizione e fu sesta agli europei di Sigulda 2018, ma questi risultati non bastarono per essere selezionata per i Giochi olimpici invernali di Pyeongchang 2018, venendole preferite le connazionali Natalie Geisenberger, Dajana Eitberger e Tatjana Hüfner, tutte capaci di vincere gare di Coppa in quella stagione.

#### Stagioni 2019-2022

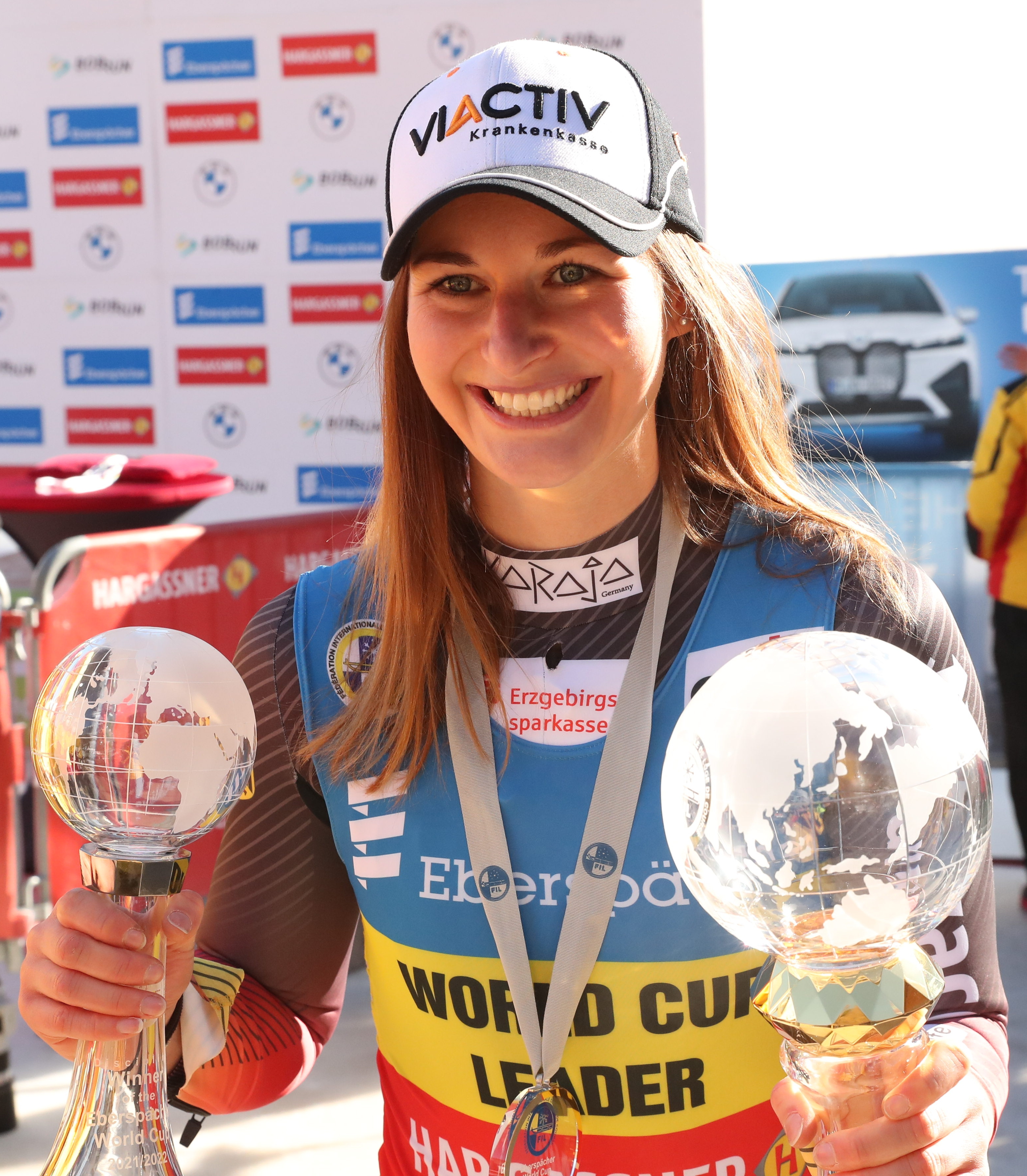
Taubitz a Sankt Moritz con i trofei di Coppa del Mondo 2021/22.

Nel 2018/19 ottenne la sua prima vittoria in Coppa del Mondo, l'8 dicembre 2018 a Calgary nel singolo, ripetendosi poi lo stesso giorno nella competizione a squadre; grazie agli altri sei podi, compresa l'ulteriore affermazione sulla pista di Schönau am Königssee sotto una fitta nevicata, concluse la classifica finale al secondo posto, agli europei di Oberhof 2019 fu quinta ed ai mondiali di Winterberg 2019 conquistò la medaglia d'argento sia nel singolo sia nella prova sprint, oltre al titolo iridato tra le under 23; l'annata successiva, con il ritiro dalle competizioni di Tatjana Hüfner e la contemporanea pausa per maternità di Natalie Geisenberger e Dajana Eitberger divenne l'atleta femminile di riferimento nella squadra tedesca e riuscì a mantenere le attese con cinque vittorie ottenute in stagione, che le consentirono di conquistare la Coppa del Mondo riuscendo a sopravanzare proprio nell'ultima gara a Schönau am Königssee la russa Tat'jana Ivanova per soli otto punti, trionfando anche nella classifica sprint; vinse inoltre la medaglia d'argento nei campionati continentali di Lillehammer 2020, ed ai mondiali di Soči 2020 fu quarta nella sprint, seconda nella prova classica e vinse il titolo nella gara a squadre.
Iniziò il 2020/21 conquistando tre vittorie nello stesso giorno nella tappa inaugurale di Innsbruck, precisamente il 29 novembre 2020 trionfando nel singolo, nella sprint e nella gara a squadre; in stagione si impose in altre quattro gare, ma in classifica generale giunse seconda preceduta dalla rientrante connazionale Natalie Geisenberger, la cui maggiore regolarità le consentì di conquistare il trofeo di cristallo, vinse invece la coppa relativa alle prove sprint; agli europei di Sigulda 2021 fu quarta mentre ai mondiali di Schönau am Königssee 2021 vinse il titolo sia nel singolo sia nella sprint e giunse seconda nella gara a squadre. L'annata seguente trionfo in quattro tappe e conquistò nuovamente la Coppa del Mondo, compresa quella della specialità sprint; si piazzò al quarto posto nella rassegna continentale di Sankt Moritz 2022 e si presentò al via dei Giochi olimpici di Pechino 2022 come una delle principali favorite, essendo la detentrice del titolo mondiale e fresca vincitrice della Coppa del Mondo: dopo aver fatto segnare il nuovo record del tracciato nella prima frazione fu autrice di un grave errore nella seconda che la relegò in quattordicesima posizione ad oltre un secondo e mezzo di ritardo dalla testa, anche nella quarta ed ultima manche fece registrare il miglior parziale che le permise di recuperare alcune posizioni in classifica, piazzandosi così al settimo posto finale.

#### Stagioni 2023-2025

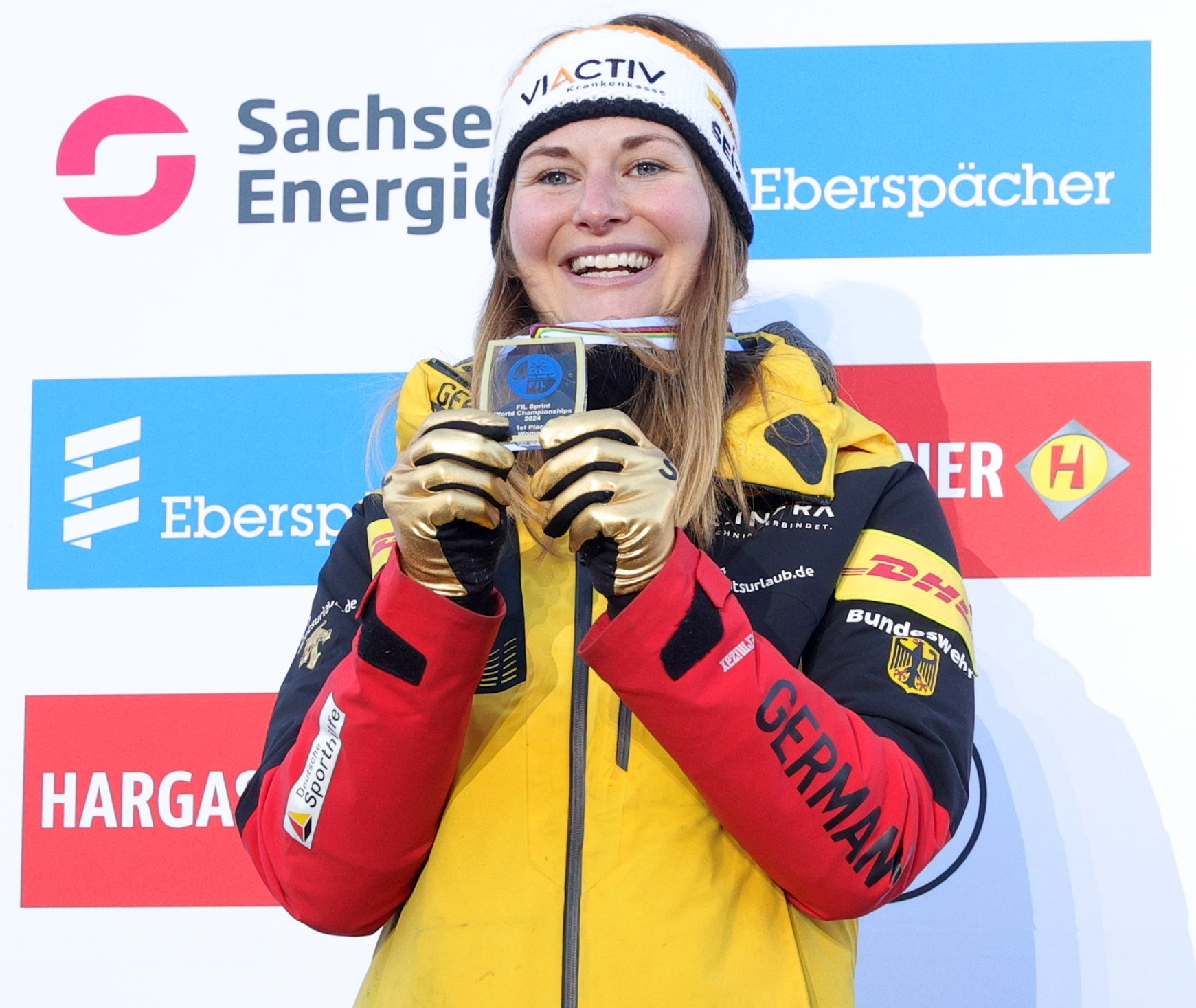
Taubitz con la medaglia d'oro della gara sprint ai mondiali di Altenberg 2024.

Nella stagione 2022/23 ottenne quattro vittorie e dieci podi sulle dodici gare in programma, conquistando la Coppa del Mondo assoluta ed entrambe quelle di specialità, nella competizione continentale di Sigulda 2023 giunse ottava ed in quella iridata di Oberhof 2023 fu seconda sia nella prova individuale sia in quella sprint. Anche nell'annata successiva trionfò nella classifica generale di Coppa, così come in quelle di specialità, con sei trionfi ed altri cinque podi ottenuti nelle dodici gare disputate; colse la medaglia d'argento nel singolo e nella prova a squadre agli europei di Innsbruck 2024 ed ai mondiali di Altenberg 2024 centrò la seconda piazza nel singolo e conquistò il titolo nella sprint e nella staffetta. 
Nel 2024/25 si aggiudicò la sua quinta Coppa del Mondo, grazie anche ai tre primi posti nelle tappe di Lillehammer, Winterberg e Yanqing, sopravanzando proprio nell'ultima gara in Cina le due austriache Madeleine Egle e Lisa Schulte che la precedevano in classifica alla vigilia. La vittoria di Winterberg le valse anche l'assegnazione dell'oro continentale mentre nella prova a squadre ottenne quella d'argento; nella rassegna iridata di Whistler 2025 conquistò tutti e tre i titoli in palio: nel singolo, nella gara a squadre e nella neonata specialità della staffetta mista singolo, insieme al connazionale Max Langenhan.

## Palmarès

### Mondiali
- 15 medaglie:
  - 8 ori (gara a squadre a Soči 2020; singolo, singolo sprint a Schönau am Königssee 2021; singolo sprint, gara a squadre ad Altenberg 2024; singolo, staffetta mista singolo, gara a squadre a Whistler 2025);
  - 7 argenti (singolo, singolo sprint a Winterberg 2019; singolo a Soči 2020; gara a squadre a Schönau am Königssee 2021; singolo, singolo sprint ad Oberhof 2023; singolo ad Altenberg 2024).

### Europei
- 5 medaglie:
  - 1 oro (singolo a Winterberg 2025).
  - 4 argenti (singolo a Lillehammer 2020; singolo, gara a squadre ad Innsbruck 2024; gara a squadre a Winterberg 2025).

### Mondiali under 23
- 3 medaglie:
  - 2 ori (singolo a Schönau am Königssee 2016; singolo a Winterberg 2019);
  - 1 argento (singolo ad Innsbruck 2017).

### Mondiali juniores
- 3 medaglie:
  - 2 ori (singolo, gara a squadre a Winterberg 2016);
  - 1 bronzo (singolo ad Innsbruck 2014).

### Coppa del Mondo
- Vincitrice della Coppa del Mondo generale nel singolo nel 2019/20, nel 2021/22, nel 2022/23, nel 2023/24 e nel 2024/25.
- Vincitrice della Coppa del Mondo di specialità nel singolo nel 2022/23 e nel 2023/24.
- Vincitrice della Coppa del Mondo di specialità nel singolo sprint nel 2019/20, nel 2020/21, nel 2021/22, nel 2022/23 e nel 2023/24.
- 79 podi (47 nel singolo, 15 nel singolo sprint, 3 nelle staffette miste singolo, 14 nelle gare a squadre):
  - 38 vittorie (19 nel singolo, 11 nel singolo sprint, 1 nelle staffette miste singolo, 7 nelle gare a squadre);
  - 25 secondi posti (16 nel singolo, 2 nel singolo sprint, 1 nelle staffette miste singolo , 6 nelle gare a squadre);
  - 16 terzi posti (12 nel singolo, 2 nel singolo sprint, 1 nelle staffette miste singolo , 1 nelle gare a squadre).

#### Coppa del Mondo - vittorie
| Data             | Luogo                | Paese       | Disciplina                                                                                           |
| ---------------- | -------------------- | ----------- | --- |
| 8 dicembre 2018  | Calgary              | Canada      | Singolo                                                                                              |
| 8 dicembre 2018  | Calgary              | Canada      | Gara a squadre con Felix Loch, Tobias Wendl e Tobias Arlt                                            |
| 5 gennaio 2019   | Schönau am Königssee | Germania    | Singolo                                                                                              |
| 6 gennaio 2019   | Schönau am Königssee | Germania    | Gara a squadre con Sebastian Bley, Toni Eggert e Sascha Benecken                                     |
| 30 novembre 2019 | Lake Placid          | Stati Uniti | Singolo                                                                                              |
| 1º dicembre 2019 | Lake Placid          | Stati Uniti | Singolo sprint                                                                                       |
| 12 gennaio 2020  | Altenberg            | Germania    | Singolo                                                                                              |
| 25 gennaio 2020  | Sigulda              | Lettonia    | Singolo                                                                                              |
| 26 gennaio 2020  | Sigulda              | Lettonia    | Singolo sprint                                                                                       |
| 29 novembre 2020 | Innsbruck            | Austria     | Singolo                                                                                              |
| 29 novembre 2020 | Innsbruck            | Austria     | Singolo sprint                                                                                       |
| 29 novembre 2020 | Innsbruck            | Austria     | Gara a squadre con Felix Loch, Toni Eggert e Sascha Benecken                                         |
| 19 dicembre 2020 | Winterberg           | Germania    | Singolo                                                                                              |
| 20 dicembre 2020 | Winterberg           | Germania    | Singolo sprint                                                                                       |
| 3 gennaio 2021   | Schönau am Königssee | Germania    | Singolo                                                                                              |
| 24 gennaio 2021  | Innsbruck            | Austria     | Singolo sprint                                                                                       |
| 5 dicembre 2021  | Soči                 | Russia      | Singolo                                                                                              |
| 5 dicembre 2021  | Soči                 | Russia      | Singolo sprint                                                                                       |
| 12 dicembre 2021 | Altenberg            | Germania    | Gara a squadre con Max Langenhan, Toni Eggert e Sascha Benecken                                      |
| 19 dicembre 2021 | Innsbruck            | Austria     | Singolo                                                                                              |
| 2 gennaio 2022   | Winterberg           | Germania    | Singolo                                                                                              |
| 16 gennaio 2022  | Oberhof              | Germania    | Gara a squadre con Johannes Ludwig, Toni Eggert e Sascha Benecken                                    |
| 10 dicembre 2022 | Whistler             | Canada      | Gara a squadre con Felix Loch, Toni Eggert e Sascha Benecken                                         |
| 17 dicembre 2022 | Park City            | Stati Uniti | Singolo sprint                                                                                       |
| 4 febbraio 2023  | Altenberg            | Germania    | Singolo                                                                                              |
| 11 febbraio 2023 | Winterberg           | Germania    | Singolo                                                                                              |
| 12 febbraio 2023 | Winterberg           | Germania    | Singolo sprint                                                                                       |
| 9 dicembre 2023  | Lake Placid          | Stati Uniti | Singolo sprint                                                                                       |
| 16 dicembre 2023 | Whistler             | Canada      | Singolo                                                                                              |
| 16 dicembre 2023 | Whistler             | Canada      | Gara a squadre con Tobias Wendl, Tobias Arlt, Max Langenhan, Jessica Degenhardt e Cheyenne Rosenthal |
| 4 febbraio 2024  | Altenberg            | Germania    | Singolo                                                                                              |
| 18 febbraio 2024 | Oberhof              | Germania    | Singolo                                                                                              |
| 18 febbraio 2024 | Oberhof              | Germania    | Singolo sprint                                                                                       |
| 25 febbraio 2024 | Sigulda              | Lettonia    | Singolo sprint                                                                                       |
| 30 novembre 2024 | Lillehammer          | Norvegia    | Singolo                                                                                              |
| 1º dicembre 2024 | Lillehammer          | Norvegia    | Staffetta mista singolo con Max Langenhan                                                            |
| 18 gennaio 2025  | Winterberg           | Germania    | Singolo                                                                                              |
| 22 febbraio 2025 | Yanqing              | Cina        | Singolo                                                                                              |

### Coppa del Mondo juniores
- Miglior piazzamento in classifica di Coppa del Mondo juniores nel singolo: 2ª nel 2014/15.

### Coppa del Mondo giovani
- Miglior piazzamento in classifica di Coppa del Mondo giovani nel singolo: 3ª nel 2012/13.

### Campionati tedeschi
- 9 medaglie:
  - 4 ori (singolo, gara a squadre ad Oberhof 2020; singolo, gara a squadre ad Altenberg 2022);
  - 4 argenti (singolo, gara a squadre a Schönau am Königssee 2021; singolo, gara a squadre ad Oberhof 2023);
  - 1 bronzo (singolo a Winterberg 2019).